# Хряськ
Хряськ — село в Україні, у Маневицькій селищній громаді Камінь-Каширського району Волинської області. Населення становить 724 осіб.
Уродженцем села є Красьоха Василь Андрійович — заслужений художник України.

## Географія
Через село тече річка Піщанка, ліва притока Стиру.

## Історія
У 1906 році село Ведмезької волості Луцького повіту Волинської губернії. Відстань від повітового міста 74 верст, від волості 6. Дворів 93, мешканців 564.
Під час Першої світової війни з 1915 р. село перебувало в австрійській окупації. На п'ятий день Брусиловського прориву 26 травня (8 червня) 1916 р. 100-а дивізія 46-го корпусу російської армії оволоділа Цмінами, Хряськом і висотою північніше Чорторийська, полонивши близько 1000 австрійців.
19 липня 2020 року, в результаті адміністративно-територіальної реформи та ліквідації  Маневицького району, село увійшло до складу новоутвореного Камінь-Каширського району.

## Населення
Згідно з переписом УРСР 1989 року чисельність наявного населення села становила 795 осіб, з яких 380 чоловіків та 415 жінок.
За переписом населення України 2001 року в селі мешкали 724 особи. 100 % населення вказало своєю рідною мовою українську мову.